# 合湖乡
合湖乡是中华人民共和国浙江省丽水市庆元县一个已撤销的乡，2013年3月28日，浙江省人民政府批复同意撤销合湖乡，将其所辖行政区域划归百山祖镇。